# Désiré Dalloz
Victor Alexis Désiré Dalloz,  né le 25 Thermidor an III de la République (12 août 1795) à Septmoncel et mort le 12 janvier 1869 dans le 7e arrondissement de Paris, est un jurisconsulte et homme politique français, créateur du Dalloz, le répertoire méthodique et alphabétique de législation, de doctrine et de jurisprudence qui porte son nom.

## Biographie

### Formation
Fils de Claude Jérôme Victor Dalloz, négociant lapidaire, maire du village en 1795, et de Marie Pierrette Hugon-Janin, il est écolier à Septmoncel, puis au collège de Saint-Claude, il entre en 1809 à l'étude Bavoux Fils à Saint-Claude comme clerc, et en trois ans montre tant de dispositions qu’en 1811, son patron lui conseille de partir pour Paris où l'attend le frère de l'avoué, Nicolas Bavoux, professeur à la Faculté de droit. Là, Désiré Dalloz reçoit l'appui de deux autres Comtois, Jean Simon Loiseau, avocat à la Cour de cassation, né à Frasne, qui collabore avec Nicolas Bavoux à des ouvrages de jurisprudence et Jean-Baptiste-Victor Proudhon, jurisconsulte, né à Chasnans.

### Paris
En 1814, il collabore à la rédaction du Journal des Audiences de la Cour de cassation et des cours d'appel et en 1816, il en est le directeur. Ses études terminées, à 21 ans, Désiré Dalloz s’inscrit comme avocat à la Cour. Avec l'appui de ses amis Bavoux, Loiseau, Proudhon, il se fait rapidement une clientèle. Il doit ses succès à sa puissance de travail et à la qualité de sa formation. Dès cette époque il conçoit l'idée et le projet de réunir et d'exposer dans un cadre et en forme de traité, sur chaque matière, la législation, la doctrine et la jurisprudence. Le Journal des audiences, dont il est le directeur, devient en 1824 le recueil auquel il donne le nom de Recueil de jurisprudence générale.
En 1819, il épousa Caroline Peyre, fille de l'architecte Antoine-Marie Peyre et la petite-fille de Charles-Joseph Panckoucke.
Dès 1832, avec l'aide de son frère Armand (Septmoncel, 1797 - Paris, 1857), il lance le Répertoire méthodique et alphabétique de tous les codes publiés sous l'Empire en 12 volumes, devenus 47 dans la seconde édition (1845-1870).
Les deux fils de Désiré, Édouard et Paul, reprendront le flambeau des éditions Dalloz.

### Homme politique

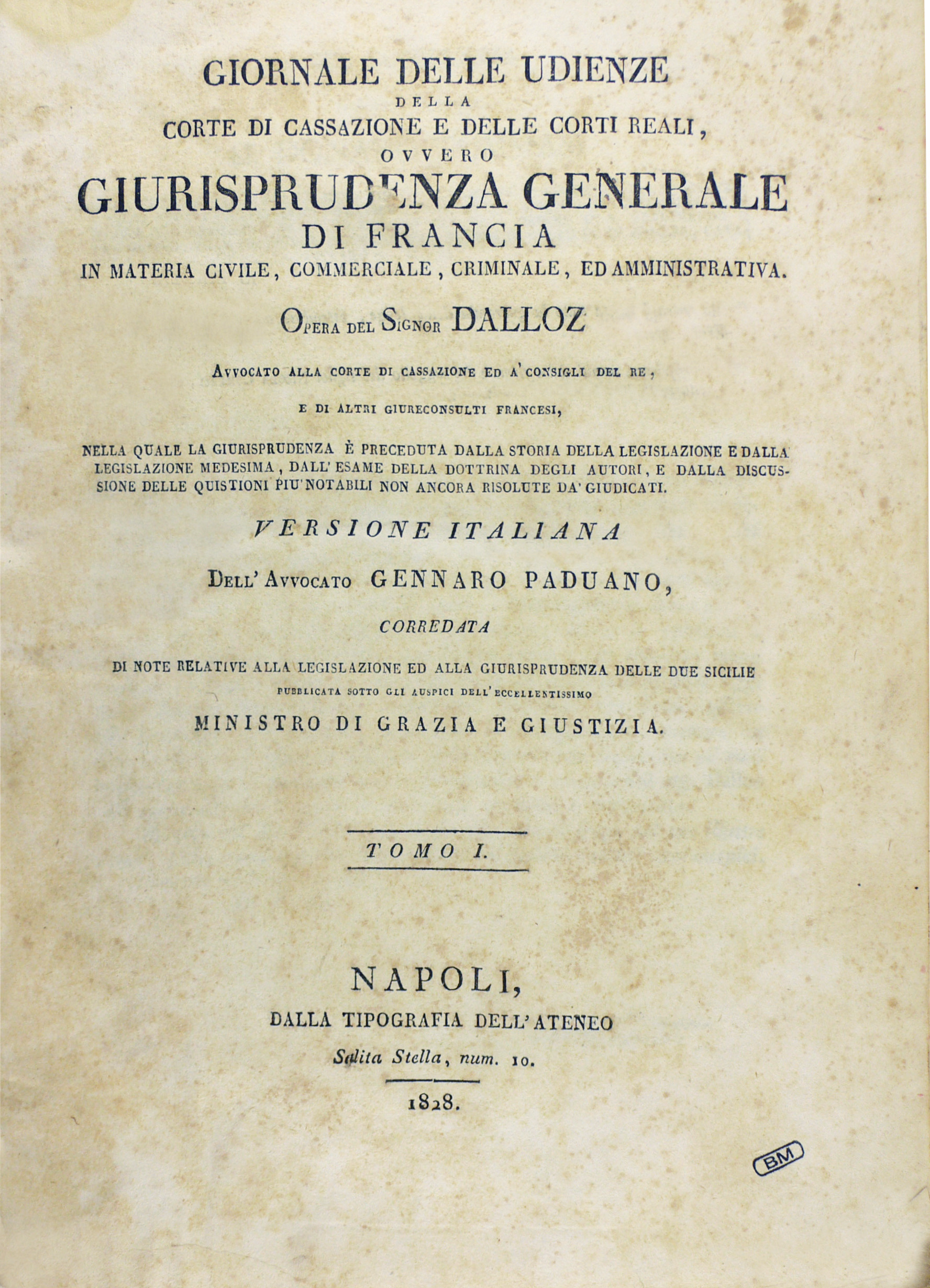
Giornale delle udienze, 1828.

Parallèlement à sa carrière d'avocat : membre du Conseil de l'Ordre auprès du Conseil d'État et la Cour de cassation de 1829 à 1832, deuxième syndic en 1830-31, élu Président en 1836 à 41 ans, Désiré Dalloz est député de l'arrondissement de Saint-Claude de 1837 à 1848. Il fait attribuer des fonds importants pour la création des lacets de Septmoncel, la route des Bouchoux et le premier pont suspendu sur la Bienne à Saint-Claude. Gravement  atteint par la maladie, il se consacra ensuite exclusivement à son œuvre et à sa maison d'édition, créée en 1845 avec son frère cadet Armand (1797 - 1857). Sa femme Caroline lui fut aussi une collaboratrice efficace et dévouée. Cloué dans un fauteuil pendant 20 ans par la paralysie, cet  infatigable travailleur de l'esprit s'éteint le 15 janvier 1869. Il est inhumé au cimetière du Père-Lachaise (division 17)
L'année suivante en 1870, le 47e volume in-quarto venait mettre son couronnement à cette vaste encyclopédie du droit français connue comme Le Dalloz.

## Distinctions

### Décoration
- Officier de la Légion d'honneur

### Hommage
Son buste fut taillé dans le marbre par Louis-Marie Guichard en 1829 : il est aujourd'hui dans la mairie de Septmoncel.

### Sources
- « Désiré Dalloz », dans Adolphe Robert et Gaston Cougny, Dictionnaire des parlementaires français, Edgar Bourloton, 1889-1891 [détail de l’édition]
- François Papillard, Une vie de labeurs surhumains... Désiré Dalloz (1795-1869), Paris, Dalloz, 1964
- Thibault de Ravel d'Esclapon, Désiré Dalloz, Dalloz, 2019
- Carine Becharef Jallamion, « Quelques jalons pour une histoire de la jurisprudence par les oeuvres qui la recueillent (XVIe-XXe siècle) », www.academia.edu,‎ 1er janvier 1922, p. 115 (lire en ligne, consulté le 16 juin 2025)